# Оделін Моліна
Оделін Моліна (ісп. Odelín Molina‎‎; 3 серпня 1974, Куба) — кубинський футболіст, воротар збірної Куби.

## Кар'єра

### Клуб
Моліна грав в одному клубі протягом більшої частини своєї футбольної кар'єри — «Вілья-Клара», команда кубинця, де він грав з початку дев'яностих, поки у 2016 році не перейшов у «Парем» з Антигуа і Барбуди.

### Збірна
Провідний гравець 2000-х років, він грав на шести кубках КОНКАКАФ між 2002 і 2013, а також взяв участь у шести Карибських кубках (2001, 2005, 2007, 2008, 2010 і 2012 роках). На  Карибському турнірі він виграв свій єдиний міжнародний титул, Карибський кубок 2012 року після програшу у фіналі у 2005 році.

## Досягнення

### Клуб
- Вілья-Клара
  - Чемпіон Куби (7): 1996, 1997, 2002, 2004, 2011, 2012 і 2013.
- Парем
  - Чемпіон Антигуа і Барбуди (1): 2017

### Збірна
- Збірна Куби
  - Володар Карибського Кубка (1): 2012
  - Фіналіст Карибського Кубка (1): 2005